# Green Light (Lorde)
Green Light è un singolo della cantante neozelandese Lorde, pubblicato il 3 marzo 2017 come primo estratto dal secondo album in studio Melodrama.

## Antefatti
Lorde aveva preannunciato l'uscita di Green Light tramite il suo profilo Twitter, affermando che esso sarebbe stato «differente e inaspettato. Complesso, divertente, triste, gioioso e capace di far ballare.» In un'intervista con il conduttore radiofonico Zane Lowe, ha dichiarato:
Durante un'ulteriore intervista rilasciata questa volta per MTV nell'aprile 2017, la cantante rivelò di aver trovato ispirazione per la composizione del brano dopo essersi recata ad un concerto del gruppo musicale dei Florence and the Machine.

## Composizione
Green Light si presenta come un brano in cui coesistono i generi elettropop, power pop, dance pop e post-disco ed è stato composto in chiave la maggiore con un tempo di 129 battiti al minuto. La voce della cantante viene accompagnata dalla presenza di un pianoforte suonato in modo «lento e stabile.»
Prima traccia realizzata per Melodrama, è stata scritta nell'arco di diciotto mesi da Lorde stessa in collaborazione con Jack Antonoff e Joel Little, mentre la produzione è stata curata dai primi due insieme a Frank Dukes. Il testo si ispira alla prima rottura di Lorde, come è anche stato notato dalla critica specializzata che ha descritto la canzone come «deprimente» oltre a possedere un'«accettazione del desiderio.»

## Accoglienza
Green Light è stata accolta in maniera molto positiva da parte della critica musicale. Jason Lipshutz della celebre rivista Billboard ha lodato la traccia specialmente per la creazione dei testi, commentando: «... con Green Light, un singolo di ritorno che irrompe nel cuore di chi lo ascolta, Lorde rende noto che il modo con cui scrive, sopra ogni altra cosa, è il suo punto di forza.» Nolan Feeney di Entertainment Weekly ha notato che la cantante e i suoi collaboratori «tirano fuori molti sentimenti e suoni senza che il brano divenga un mucchio di melodie oziose. [....] Ascoltandolo ci si accorge che la rottura con il proprio ex possa essere invece una festa, ed è la cosa più esplosiva ed epica che Lorde abbia mai realizzato.» Forbes ha ritenuto «la melodia capace di surclassare lo stile oscuro dei suoi successi precedenti a vantaggio di una sensibilità più ottimista, la stessa che racchiude un galoppante suono di pianoforte misto ai battiti di un tamburo e un coro di genere power pop con un controtempo vagamente elettronico.»
NME, e in particolare la sua autrice Rhian Daly, ha definito Green Light «diverso ed inaspettato»; continuando: «Tanto per cominciare, lei risulta esser molto più arrabbiata e teatrale rispetto al debutto del 2013. La sua voce è raspier, un pizzico più profonda, ancora elegante ed equilibrata, spinta più in basso a causa di caotiche emozioni. Inoltre, l'artista fa sembrare l'esperienza come la più grande liberazione di tutti i tempi: una corsa travolgente, sentimenti vertiginosi e una nuova concezione di essere in grado di fare qualsiasi cosa.» La stessa la celebra come «quel tipo di canzone che costantemente si ricerca quando si è bloccati in un solco e un monito per imporsi nuovamente verso la strada giusta.» Pitchfork si complimenta per l'«euforia» che trasmette, mentre Stereogum è favorevole a inquadrarlo come «un'incandescente professione naturale.» Infine, USA Today ne loda l'«orecchiabilità».
Sia The Guardian che New Musical Express hanno considerato il singolo il migliore del 2017, collocandolo alla prima posizione delle loro liste ufficiali. Il New Musical Express, in seguito, l'ha inserita al secondo posto nella loro classifica delle migliori canzoni del decennio.

## Video musicale
Il videoclip ufficiale, girato a Los Angeles e diretto da Grant Singer, è stato pubblicato sul canale Vevo della cantante il 2 marzo 2017.
Esso ha ottenuto la candidatura per il miglior montaggio nell'ambito degli MTV Video Music Awards 2017.

## Promozione
Lorde ha eseguito Green Light per la prima volta dal vivo l'11 marzo 2017, quando fu ospite del noto talk show americano Saturday Night Live. L'esibizione ricevette ampi consensi da parte dei blog musicali, tanto che Consquence of Sound la descrisse come «abbagliante» ed «energica». Il brano venne incluso anche nella scaletta che l'artista ha presentato ai concerti tenuti in occasione del Coachella Valley Music and Arts Festival nelle date 16 e 23 aprile dello stesso anno.
Nel mese di maggio, l'artista ha presentato il brano agli annuali Billboard Music Awards sotto forma di karaoke con sfondo un set allestito come un lounge bar. Quattro giorni dopo, la cantante ha proposto un medley di Green Light e Perfect Places durante gli annuali MuchMusic Video Awards; l'esibizione è stata successivamente caricata sul suo canale Vevo. Nel corso dell'estate di quell'anno il singolo è stato eseguito durante numerosi festival musicali, tra cui il Glastonbury Festival situato nell'omonima città britannica, l'Open'er Festival in Polonia e il Fuji Rock Festival in Giappone.

## Tracce
1. Green Light – 3:54 (Ella Yelich-O'Connor, Jack Antonoff, Joel Little)

Download digitale – Remix
1. Green Light (Chromeo Remix) – 4:07

## Classifiche

### Classifiche settimanali
| Classifica (2017) | Posizione massima |
| ----------------- | ----------------- |
| Australia         | 4                 |
| Austria           | 19                |
| Belgio (Fiandre)  | 19                |
| Belgio (Vallonia) | 39                |
| Canada            | 9                 |
| Francia           | 24                |
| Germania          | 33                |
| Irlanda           | 17                |
| Italia            | 29                |
| Nuova Zelanda     | 1                 |
| Paesi Bassi       | 61                |
| Regno Unito       | 20                |
| Repubblica Ceca   | 11                |
| Stati Uniti       | 19                |
| Svezia            | 58                |
| Svizzera          | 19                |
| Ungheria          | 20                |

### Classifiche di fine anno
| Classifica (2017) | Posizione |
| ----------------- | --------- |
| Islanda           | 46        |